# Stimmengewichtung
Bei der Stimmengewichtung wird eine Stimme bei einer Wahl oder Abstimmung entgegen dem Grundsatz der Wahlgleichheit unterschiedlich gewichtet.
Für eine Stimmengewichtung bedarf es besondere Gründe, um eine Abweichung vom Gleichheitsprinzip zu begründen.

## Deutschland
Im Bundesrat hat jedes Bundesland nicht nur eine Stimme, sondern die Stimmen werden gestaffelt nach Einwohnerzahl der Bundesländer verteilt, somit haben die Bundesländer gewichtet zwischen 3 und 6 Stimmen. Diese Regelung ergibt im bevölkerungsreichsten Bundesland Nordrhein-Westfalen eine Stimme für fast 3 Millionen  Einwohner, im kleinsten Bundesland Bremen eine Stimme für etwa 220.000 Einwohner. Historisch waren schon im Bundesrat des Deutschen Kaiserreichs die Stimmen gewichtet (zwischen 1 und 17).

## Europa
Ebenso sieht die Geschäftsordnung des Rates der Europäischen Union für den Rat Bestimmungen über die Stimmengewichtung ausdrücklich vor. Auch hier wird die Stimmengewichtung anhand der Bevölkerungsanzahl bestimmt.
Bei den Wahlen zum Europäischen Parlament haben die Stimmen aus den kleineren Staaten ein höheres Gewicht als die aus den bevölkerungsreichen Staaten.